# Rebeka (Biblia)
Rebeka (vagy Rebekka) Izsáknak, a Biblia egyik legismertebb szereplőjének a házastársa. Két ikerfiú, Ézsau és Jákob, más néven Izráel anyja. 
Rebeka Kr. e. 1720 körül halt meg.[forrás?]

## Képgaléria

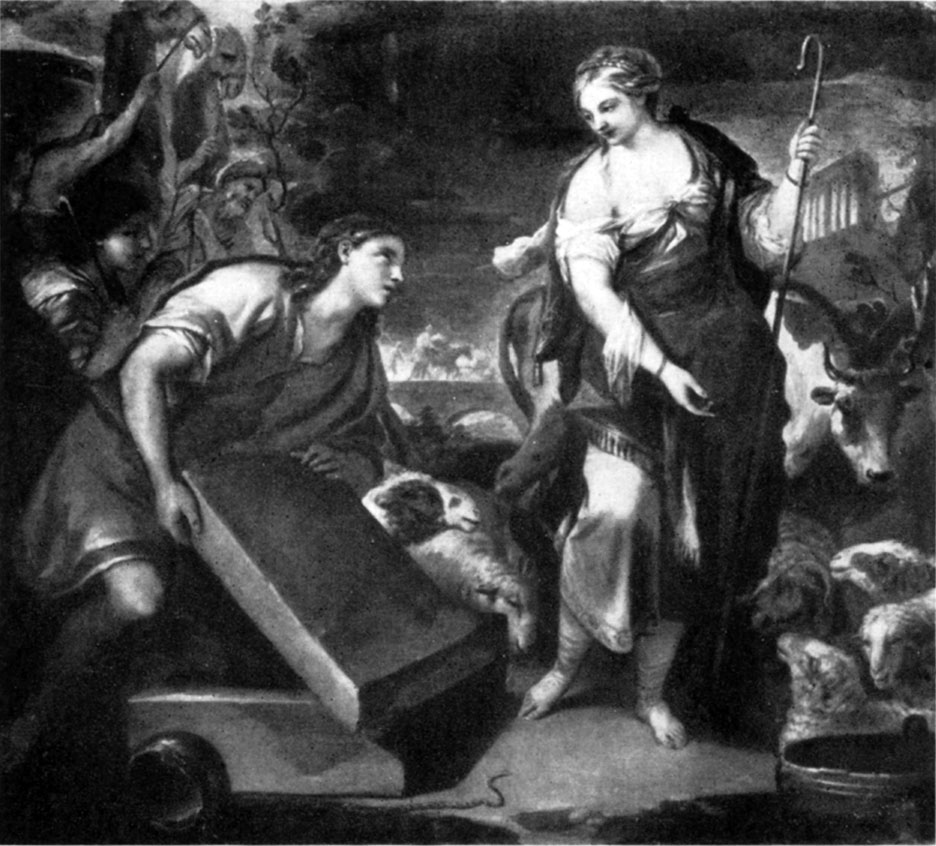
Luca Giordano: Jákób és Rebekka a kútnál (a kép 1945-ben megsemmisült)
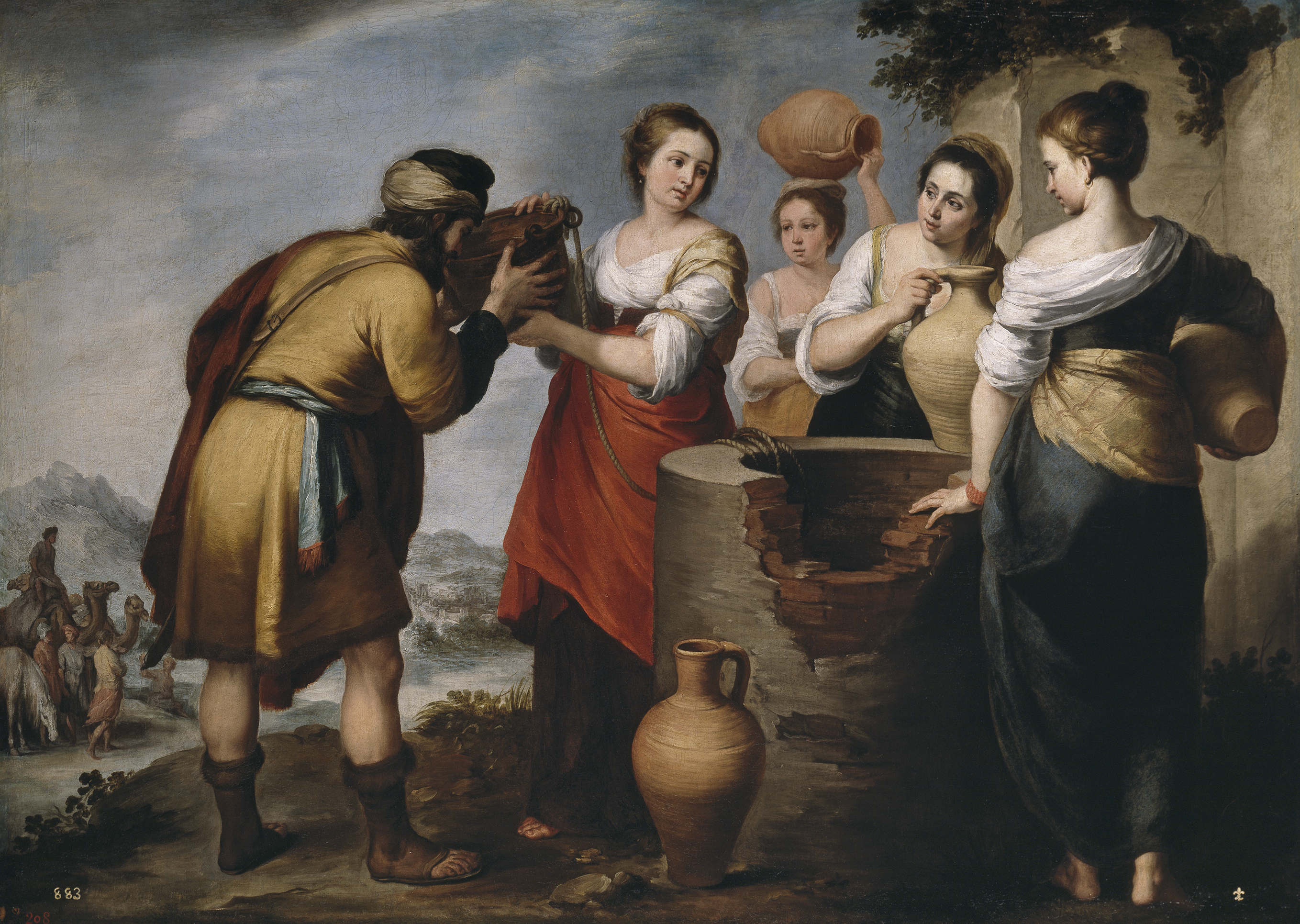
Rebeka és Eliezer a kútnál
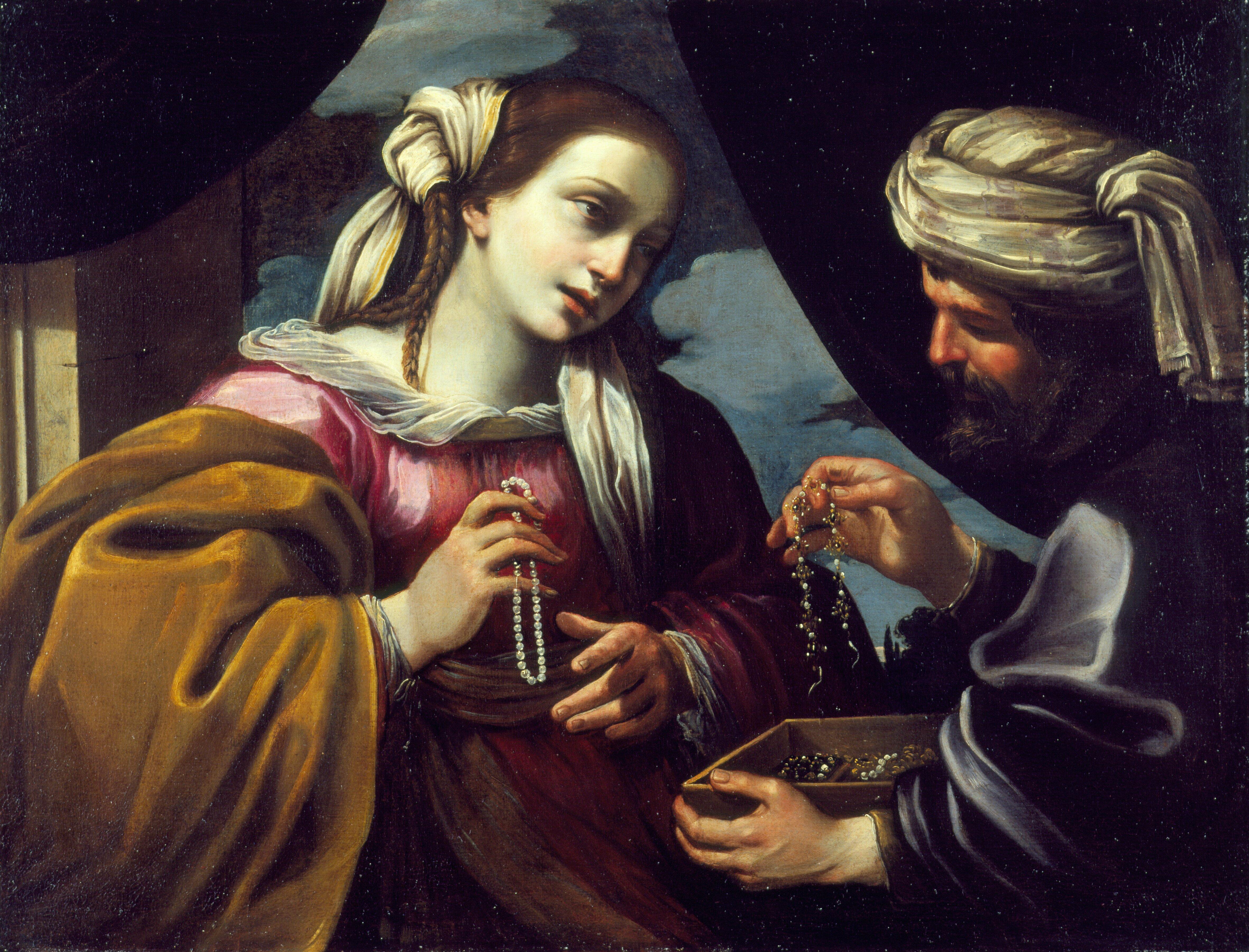
Pietro Desani: Rebekka és Eliezer
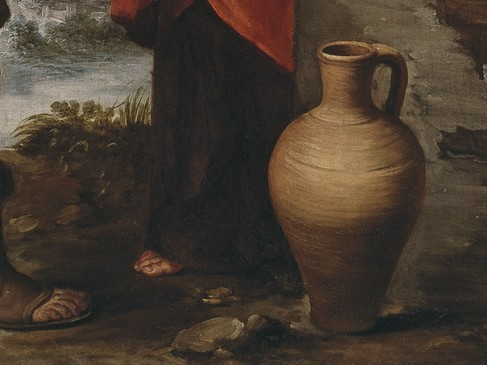
Bartolomé Esteban Murillo: Rebeka és Eliezer (Prado, részlet)
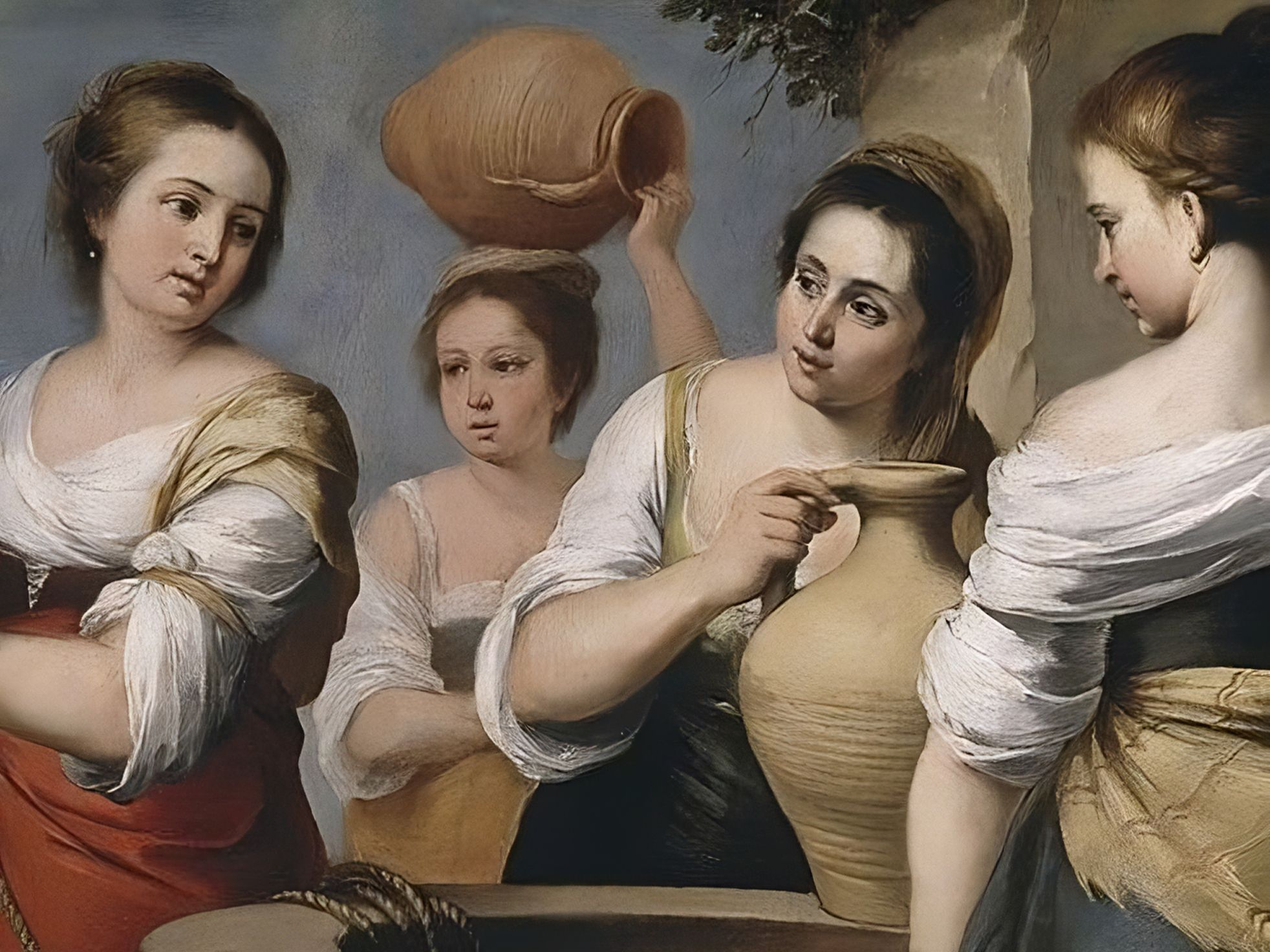
Murillo: Rebeka és Eliezer a kútnál
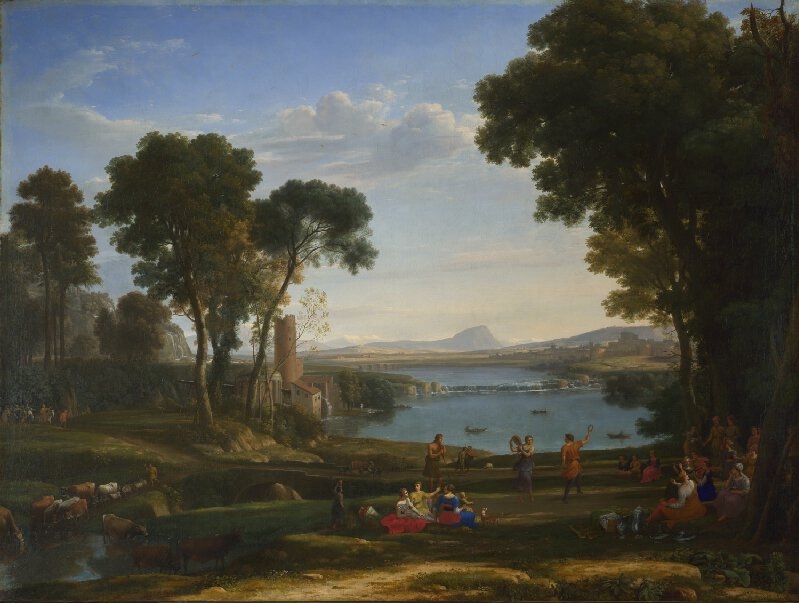
Izsák és Rebeka házassága a malomnál
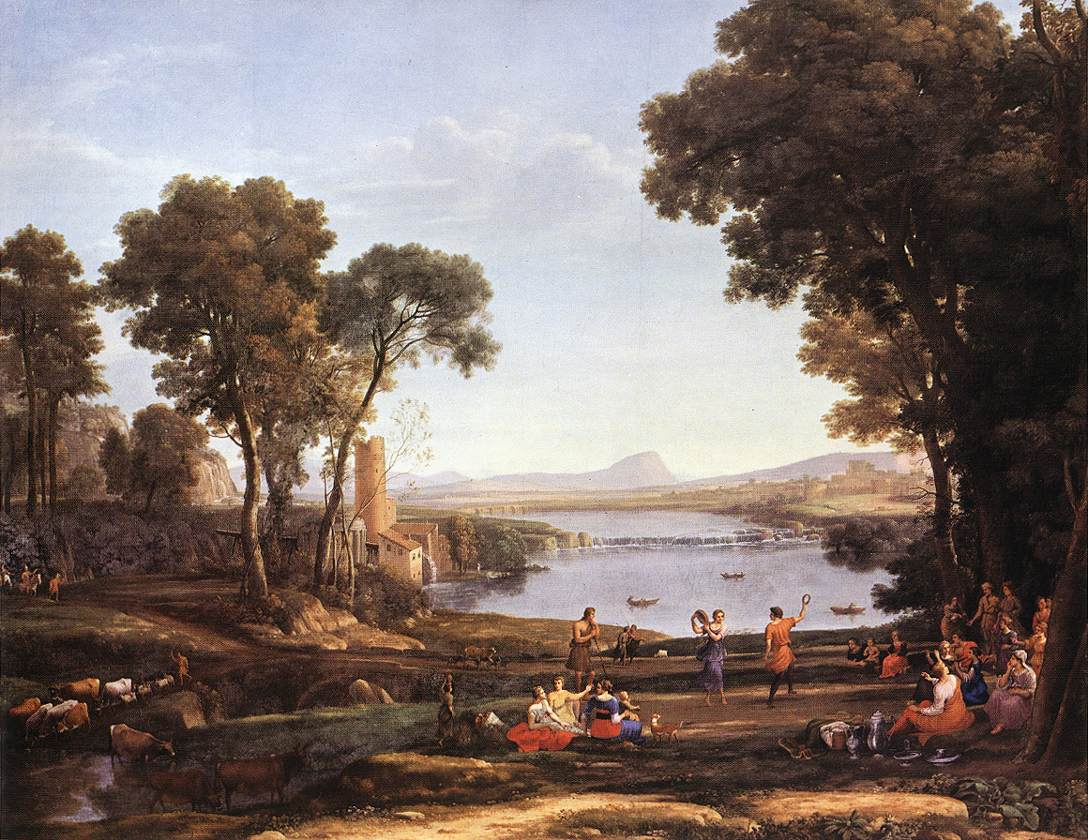
Tájkép táncoló alakokkal - Izsák és Rebeka házassága
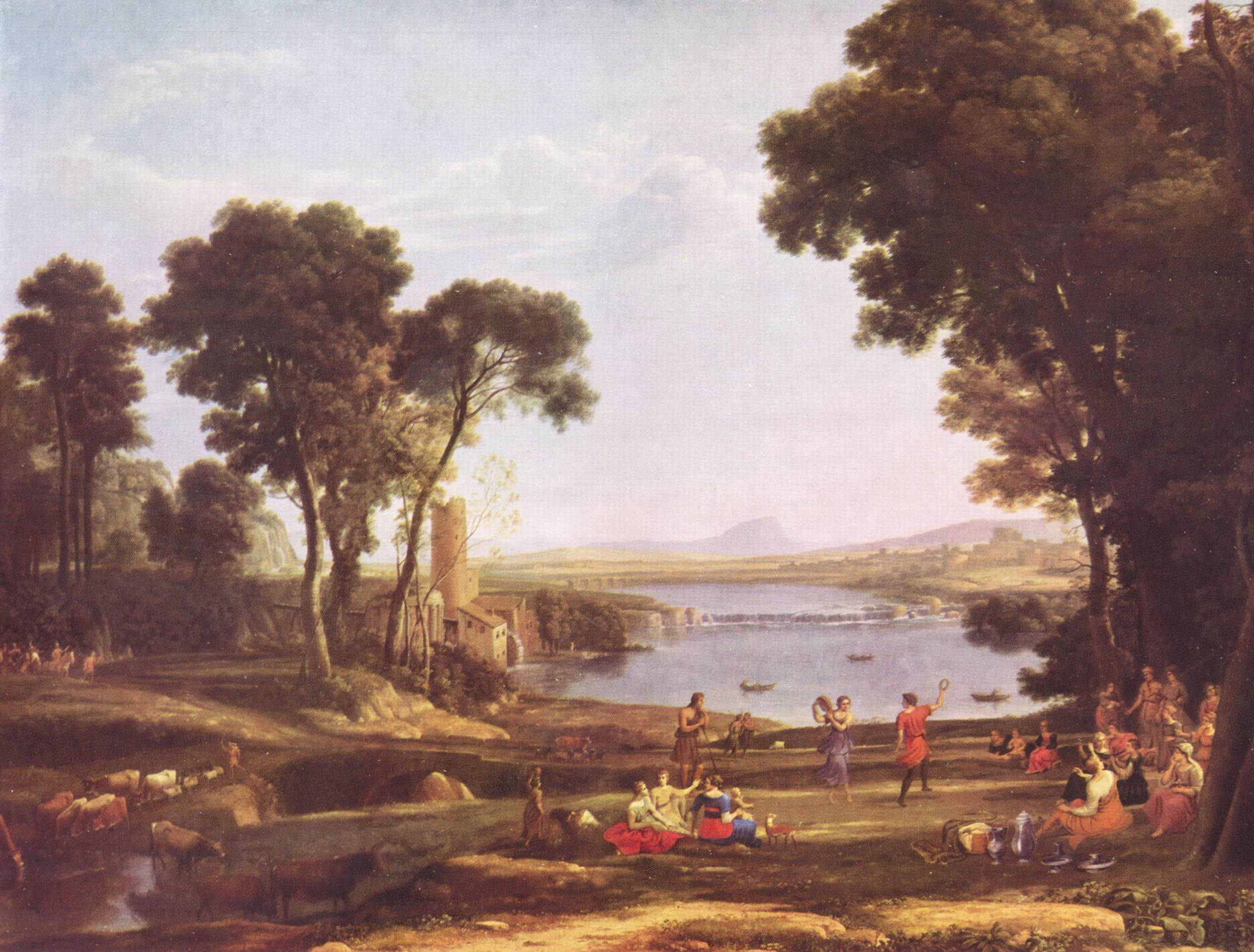
Izsák és Rebeka házassága
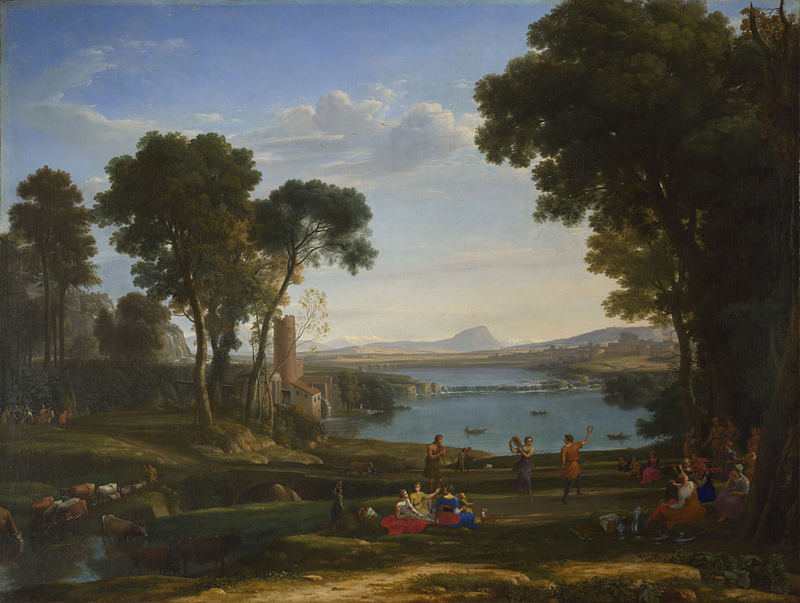
Izsák és Rebeka házassága a malomnál